# Cmentarz żydowski w Brzegu

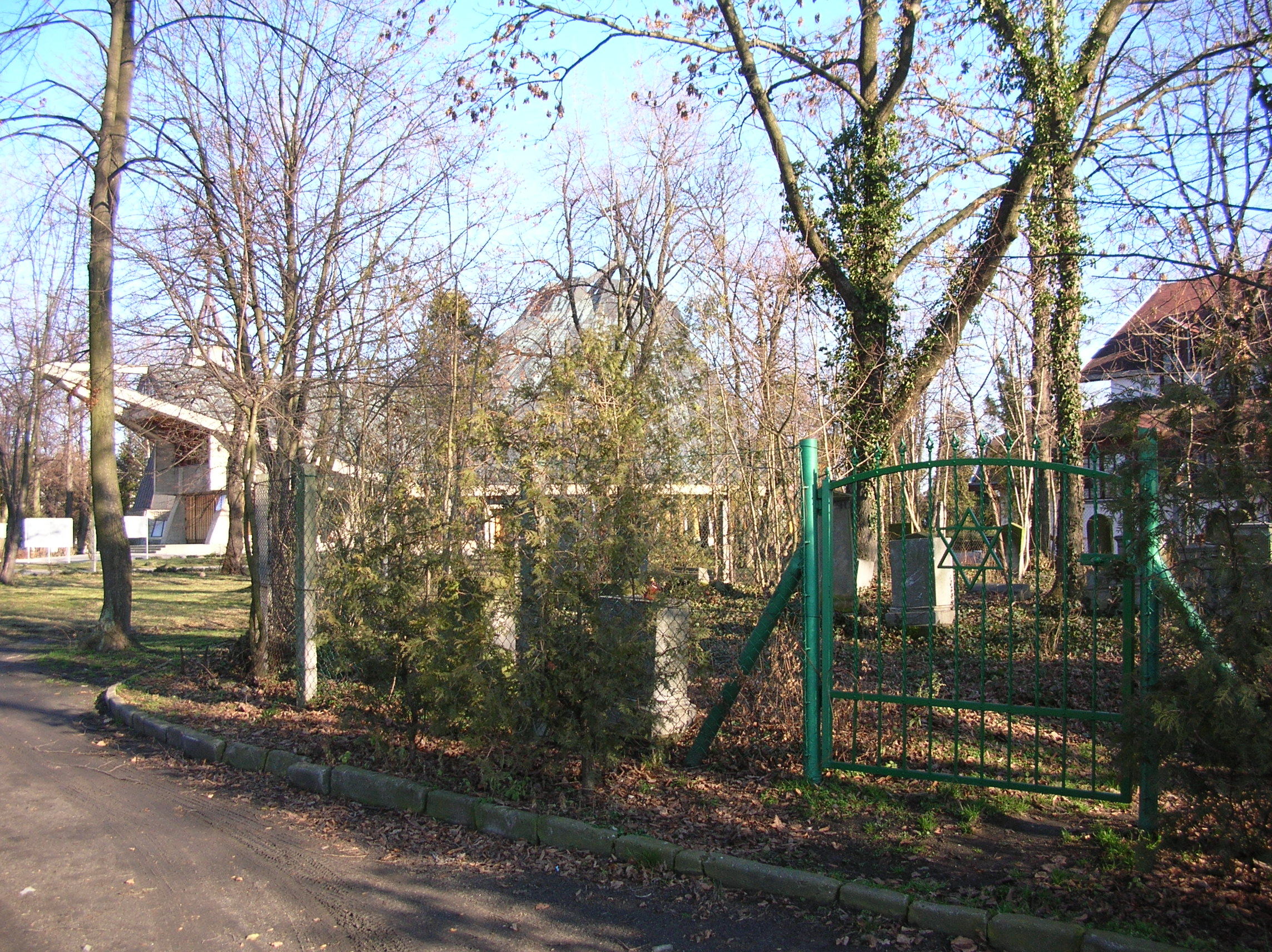
Brama (w tle widać rzymskokatolicki kościół pw. Miłosierdzia Bożego)

Cmentarz żydowski w Brzegu – żydowska nekropolia znajdująca się w Brzegu, przy ul. Makarskiego obok rzymskokatolickiego kościoła pw. Miłosierdzia Bożego, przy zjeździe z obwodnicy miasta na wysokości wsi Żłobizna.

## Historia
Teren pod cmentarz został zakupiony w 1798 roku, ale pierwszy pochówek nastąpił dopiero w 1801 roku. Ostatni pochówek odbył się w 1937 roku. Cmentarz zajmuje powierzchnię około 0,5 ha, znajduje się na nim 80 macew, z których najstarsza pochodzi z 1807. 85% macew wykonana jest z sudeckiego piaskowca, resztę wykuto z marmuru ze Sławniowic, a jeden nagrobek z granitu strzelińskiego. Wiele macew jest bogato rzeźbionych. W 2004 cmentarz został uporządkowany i ogrodzony siatką. Na cmentarz wchodzi się przez furtkę ze specjalnie wkomponowaną w nią gwiazdą Dawida.
28.12.1989 r. obiekt został wpisany do rejestru zabytków pod nr 235/89. 